# L'Annonciation (Le Caravage)
Pour les articles homonymes, voir Annonciation (homonymie).
L'Annonciation est un tableau de Caravage peint entre 1608 et 1610, et conservé au musée des beaux-arts de Nancy.

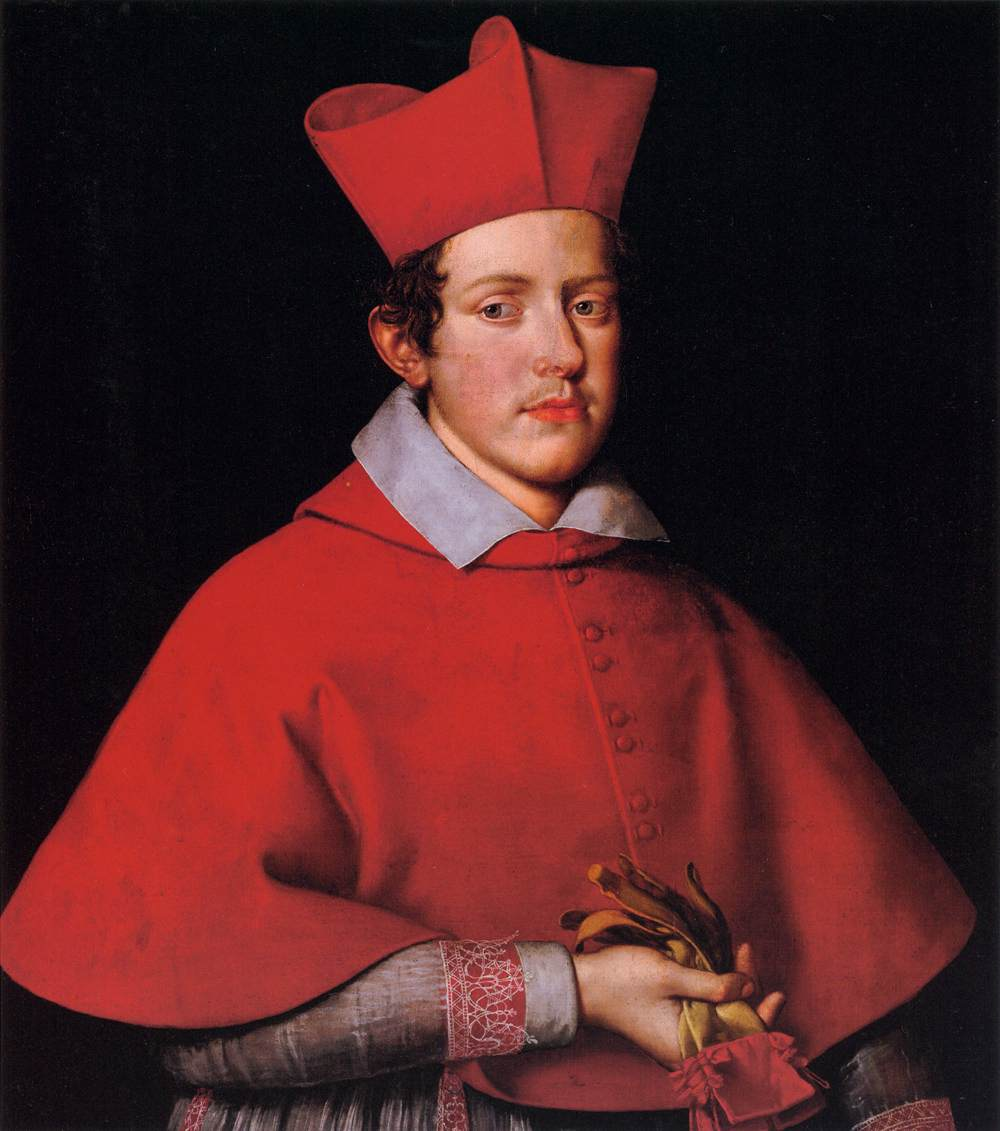
Ferdinand de Gonzague, cardinal et fils du duc de Mantoue, pourrait être le commanditaire du tableau.
Portrait anonyme, XVIIe siècle, pinacothèque de Bologne.

## Historique
Cette œuvre tardive du peintre aurait été réalisée soit à Malte, soit lors de son second séjour à Naples.
Cette œuvre arrive à Nancy il y a plus de 400 ans, donné à la primatiale par Henri II, duc de Lorraine. Peut-être est-elle initialement commandée par le duc lui-même afin d'orner le maître-autel de la primatiale, car il s'agit de son église de baptême. Mais la commande peut également provenir du cardinal Ferdinand de Gonzague. Dans cette seconde hypothèse, le cardinal aurait alors offert le tableau à sa sœur Marguerite qui a épousé le duc Henri II en 1606. Un lien important réunit Caravage au cardinal, car c'est ce dernier qui négocie le pardon pontifical qui permettrait au peintre de rentrer enfin à Rome, d'où il s'est précipitamment enfui quelques années plus tôt après avoir tué un homme lors d'une rixe.
Le tableau subit de nombreux dommages au cours des siècles, ainsi que des restaurations plus ou moins heureuses. Une restauration est effectuée en 2010 à Rome, lors d'un prêt de l'œuvre pour une exposition à l'occasion du 400e anniversaire de la mort de Caravage.

## Description
Le thème de L'Annonciation est une représentation de l'iconographie chrétienne couramment utilisée sous une forme très codifiée depuis le Quattrocento. Dans la partie gauche, un ange roux aux ailes sombres, enveloppé d'un drapé blanc et tenant un bouquet de lys, allonge son bras droit au-dessus de Marie, située dans la partie droite voilée de jaune et drapée de bleu. L'ange semble désigner de sa main droite, en un geste maniériste, le lit défait de Marie à l'arrière-plan.

## Analyse
La perspective de représentation de la scène de l'Annonciation est particulièrement nouvelle avec une position haute et dans les airs de l'ange devant une Marie agenouillée alors que la représentation habituelle est inverse, avec un ange agenouillé devant Marie surprise dans sa lecture.

## Postérité
La peinture fait partie du musée imaginaire de l'historien français Paul Veyne, qui le décrit dans son ouvrage justement intitulé Mon musée imaginaire.